# Eros (film 2004)
Eros è un film collettivo del 2004 diretto da Michelangelo Antonioni, Steven Soderbergh e Wong Kar-wai.

## Trama

### La mano
La signorina Hua, una ragazza squillo degli anni sessanta, viene visitata dal timido Zhang, assistente del sarto di fiducia, per prendere le misure per un vestito. Egli sente i rumori del sesso, mentre aspetta nel suo salotto; é attratto da lei ma non c'è spazio di incontro tra i due individui, appartenenti a classi sociali completamente diverse. Lei lo chiama quando il suo cliente se ne va e gli dice che gli fornirà materiale per i suoi ricordi. Lui dice che penserà a lei mentre disegna i suoi vestiti.

### Equilibrium
Nick Penrose è un dirigente pubblicitario del 1955, sottoposto ad una enorme pressione nel suo lavoro. Racconta al suo psichiatra Dr. Pearl il suo sogno ricorrente: una bella donna nuda nel suo appartamento. Essi discutono delle possibili ragioni per cui il suo stress sembra manifestarsi nel sogno erotico.

### Il filo pericoloso delle cose
Una coppia annoiata, Christopher e Cloe, fa una passeggiata nei pressi di un resort su un lago vicino alla costa della Toscana. Visitando un ristorante sulla spiaggia, vedono una giovane donna molto attraente, Linda.

## Produzione
Il risultato dell'unione delle forze di tre registi è finalizzato a raccontare eros e desiderio da tre diversi punti di vista. Il regista italiano Michelangelo Antonioni dirige Il filo pericoloso delle cose. A lui si aggiungono lo statunitense Steven Soderbergh con Equilibrium ed il cinese Wong Kar-Wai con La mano.

## Distribuzione
È stato presentato alla 61ª Mostra internazionale d'arte cinematografica di Venezia. Nella versione proiettata ad Hong Kong, l'ordine degli episodi è stato modificato inserendo il segmento di Wong Kar-wai per primo.
È stato censurato in Cina per i contenuti sessuali espliciti.

## Colonna sonora
Colonna sonora dell'episodio La mano.

### Tracce
1. Michelangelo Antonioni
2. Concerto Alevta (Film Mix)
3. Gen Ni Wan Xiao
4. Dialogue/Good Times Bad Times
5. Qiang Wei Chu Kai
6. Hong Deng Lu Jiu Ye
7. Wo You Yi Ke Xin
8. Slow Dance for Lovers
9. Hao Chun Xiao
10. Slow Dance for Lovers (2)
11. Concerto Alevta (Full Version)
12. Overture of Sky